# Biegi narciarskie na Zimowym Olimpijskim Festiwalu Młodzieży Europy 2009
Biegi narciarskie na Zimowym Olimpijskim Festiwalu Młodzieży Europy 2009 – zawody w biegach narciarskich, które odbyły się w dniach 17-20 lutego 2009 roku w polskim Szczyrku. Rozegrane zostały po trzy konkurencje dla kobiet i mężczyzn: sprint techniką dowolną, bieg na 5 km/7,5 km techniką klasyczną odpowiednio dla kobiet i mężczyzn i bieg na 7,5 km/10 km techniką dowolną odpowiednio dla kobiet i mężczyzn oraz sztafetę mieszaną.

## Wyniki
| Pozycja | Zawodnik               | Czas    | Strata |
| ------- | ---------------------- | ------- | ------ |
|         | Sindre Bjørnestad Skar | 22:07,6 | -      |
|         | Didrik Tønseth         | 22:15,3 | +7,7   |
|         | Perttu Hyvärinen       | 22:27,5 | +19,9  |
| 4.      | Thomas Wick            | 22:33,6 | +26,0  |
| 5.      | Alexis Jeannerod       | 22:34,9 | +27,3  |
| 6.      | Erik Bergfall Brovold  | 22:47,5 | +39,9  |

| Pozycja | Zawodniczka           | Czas    | Strata |
| ------- | --------------------- | ------- | ------ |
|         | Marjaana Pitkänen     | 16:46,5 | -      |
|         | Lucia Anger           | 16:56,5 | +10,0  |
|         | Ragnhild Haga         | 17:02,4 | +15,9  |
| 4.      | Anja Eržen            | 17:28,3 | +41,8  |
| 5.      | Veronika Mayerhofer   | 17:30,2 | +43,7  |
| 6.      | Jelena Sierochwostowa | 17:40,3 | +53,8  |

| Pozycja | Zawodnik               | Czas    | Strata |
| ------- | ---------------------- | ------- | ------ |
|         | Perttu Hyvärinen       | 26:50,2 | -      |
|         | Jakub Gräf             | 26:54,5 | +4,3   |
|         | Didrik Tønseth         | 27:07,9 | +17,7  |
| 4.      | Sindre Bjørnestad Skar | 27:19,9 | +29,7  |
| 5.      | Paul Goalabre          | 27:23,2 | +33,0  |
| 6.      | Sami Lähdemäki         | 27:28,0 | +37,8  |

| Pozycja | Zawodniczka        | Czas    | Strata |
| ------- | ------------------ | ------- | ------ |
|         | Anne-Tine Markset  | 28:15,5 | -      |
|         | Ragnhild Haga      | 28:17,5 | +2,0   |
|         | Swietłana Kokowina | 28:24,4 | +8,9   |
| 4.      | Marjaana Pitkänen  | 28:55,8 | +40,3  |
| 5.      | Inna Smirnowa      | 29:06,0 | +50,5  |
| 6.      | Ivana Kadrmanová   | 29:13,0 | +57,5  |

| Pozycja | Zawodnik               | Czas |
| ------- | ---------------------- | ---- |
|         | Gleb Rietiwych         | -    |
|         | Sindre Bjørnestad Skar | ?    |
|         | Rinalds Kostiukovs     | ?    |
| 4.      | Alexis Jeannerod       | ?    |
| 5.      | Erik Bergfall Brovold  | ?    |
| 6.      | Dmitrij Abaszow        | ?    |

| Pozycja | Zawodniczka          | Czas |
| ------- | -------------------- | ---- |
|         | Darja Godowaniczenko | -    |
|         | Inna Smirnowa        | ?    |
|         | Ragnhild Haga        | ?    |
| 4.      | Anne-Tine Markset    | ?    |
| 5.      | Karolína Kalašová    | ?    |
| 6.      | Swietłana Kokowina   | ?    |

### Sztafeta mieszana
20 lutego
| Pozycja | Państwo   | Zawodnicy                                                                    | Czas     |
| ------- | --------- | ---------------------------------------------------------------------------- | -------- |
|         | Norwegia  | Ragnhild Haga Erik Bergfall Brovold Anne-Tine Markset Sindre Bjørnestad Skar | 45:57,37 |
|         | Niemcy    | Lucia Anger Max Wohlleben Hanna Kolb Thomas Wick                             | 46:19,05 |
|         | Rosja     | Jelena Sierochwostowa Dmitrij Abaszow Swietłana Kokowina Wiktor Mamkin       | 46:32,85 |
| 4.      | Finlandia | Tanja Kauppinen Iivo Niskanen Marjaana Pitkänen Perttu Hyvärinen             | 46:34,74 |
| 5.      | Francja   | Aline Arnould Alexis Jeannerod Célia Aymonier Paul Goalabre                  | 46:45,58 |
| 6.      | Włochy    | Carole Maguet Jean-Marc Chanoine Debora Roncardi François Ronc Cella         | 48:27,98 |

## Klasyfikacja medalowa
| Miejsce | Państwo   |   |   |   | Razem |
| ------- | --------- | - | - | - | ----- |
| 1.      | Norwegia  | 4 | 2 | 3 | 9     |
| 2.      | Finlandia | 2 | 0 | 1 | 3     |
| 3.      | Rosja     | 1 | 2 | 3 | 6     |
| 4.      | Niemcy    | 0 | 2 | 0 | 2     |
| 5.      | Czechy    | 0 | 1 | 0 | 1     |